# Техническая академия Росатома
Техническая академия Росатома — единый центр подготовки персонала атомной промышленности, ориентированный на повышение квалификации и переподготовку руководящих кадров и специалистов в России и в других странах.
Академия основана путем слияния в 2017 году двух институтов дополнительного профессионального образования в атомной отрасли: «ЦИПК Росатома» и «ИГЯБФЗ».
Академия в сотрудничестве с МАГАТЭ, готовит иностранных специалистов в области ядерной инфраструктуры и эксплуатации АЭС. С 2010 года является членом ENEN (Европейская сеть ядерного образования).
Техническая академия Росатома является крупнейшим центром в России по подготовке персонала атомной промышленности как по численности профессорско-преподавательского состава, количеству учебных программ, так и по материально-техническому оснащению. В ее состав входят Московский, Санкт-Петербургский и Уральский филиалы, а также Нововоронежский (с 2018 года), Ленинградский и Смоленский (с 2019 года).

## История
Техническая академия Росатома создана в 2017 году в результате реорганизации путем слияния двух институтов в сфере дополнительного профессионального образования в атомной отрасли: ЦИПК Росатома (Центрального института повышения квалификации Росатома) и ИГЯБФЗ (Института глобальной ядерной безопасности и физической защиты).
ЦИПК существует с 1967 года, он был создан приказом Министра среднего машиностроения СССР, и в 2017 году он отпраздновал свой 50-летний юбилей.
К началу 70-х специально для ЦИПК был построен комплекс зданий и сооружений. К 80-му году комплекс института (учебные аудитории, выставочные залы, гостиница, столовая, спортивный комплекс, парковая зона, залы для конференций) не уступал учебному центру всемирно известной фирмы IBM в Бельгии.
В 1971 году специальным постановлением Совета министров СССР в ЦИПК была создана специальная кафедра для осуществления профессиональной подготовки и повышения квалификации кадров в области сохранения государственной тайны и охраны объектов. Профессорско-преподавательский состав спецкафедры состоял из старших офицеров действующего резерва КГБ, МВД и Министерства обороны.
В 1975 году ЦИПК ввел первую в системе повышения квалификации в СССР автоматизированную систему управления учебным процессом, в которой функционировали оригинальные устройства собственной разработки. Целесообразность разработки и внедрения АСУ в то время была обоснована высокими требованиями к уровню программ повышения квалификации руководящих работников и специалистов отрасли.
К 90-м годам в составе ЦИПК функционировало 5 филиалов: Московский (г. Москва), Санкт-Петербургский (г. Санкт-Петербург), Уральский (г. Новоуральск), Сибирский (г. Новосибирск), Южный (г. Желтые воды), но в связи с глобальной перестройкой в стране, в 1991 году все филиалы были преобразованы в самостоятельные институты повышения квалификации (ИПК). В 1993 году с целью сохранения накопленного в ЦИПК опыта повышения квалификации кадров в области организации защиты государственной тайны и охраны важных государственных объектов, Минатом, Министерство безопасности и Гостехкомиссия вышли с совместным предложением в Правительство РФ о создании на базе специальной кафедры самостоятельного учреждения — Межотраслевого специального учебного центра (МСУЦ). В 2011 году в соответствии с распоряжением Правительства Российской Федерации на базе Межотраслевого специального учебного центра создаётся — Институт глобальной ядерной безопасности (ИГЯБ).
На Международной конференции МАГАТЭ по физической ядерной безопасности (ФЯБ): «Активизация глобальных усилий» проходившей в Вене 1 июля 2013 года — ИГЯБ был назван международным центром наилучшей практики в области ФЯБ, чьи услуги и опыт востребованы, в том числе другими центрами такого рода в России и за рубежом.
В 2006 году институтом была принята пятилетняя стратегия, направленная на поддержку кадровых процессов реструктуризации отрасли. Впервые была определена миссия ЦИПК: «Мы повышаем профессионализм и компетентность работников атомной отрасли для обеспечения её безопасного, устойчивого развития и конкурентоспособности на мировом рынке ядерных технологий», которая остаётся неизменной более 10 лет.
В 2010 году в ЦИПК создан «Международный центр подготовки персонала» для обучения зарубежных специалистов, а в 2011 году в Вене подписаны Практические договоренности между МАГАТЭ, «ЦИПК» и «Концерном Росэнергоатом» по сотрудничеству в области подготовки специалистов ядерной инфраструктуры и эксплуатации АЭС. Для ознакомления с международной деятельностью ЦИПК посетил С. В. Кириенко.
В конце 2016 года Международным центром ЦИПК был организован пилотный семинар-практикум для работников атомной отрасли в рамках системы целевой подготовки кадров в соответствии с требованиями Международного агентства по атомной энергии (МАГАТЭ). Курс организован совместно с кадровой службой секретариата МАГАТЭ. Данный курс — это первый практический шаг в рамках реализации большого проекта по оптимизации процесса подбора российских специалистов для работы в МАГАТЭ.
В 2016 году ЦИПК стал первой учебной организацией, которая готовит персонал, осуществляющий оперативное управление и обслуживание ПАТЭС.
В феврале 2017 года по инициативе Госкорпорации «Росатом», в рамках плана взаимодействия с палатами Федерального Собрания Российской Федерации, депутаты Государственной Думы прошли пилотный обучающий семинар «Российские ядерно-энергетические технологии. Преимущества. Безопасность. Глобальная экспансия» организованный международным центром ЦИПК.
В 2017 году «ЦИПК Росатома» и «ИГЯБФЗ» преобразованы в «Техническую академию Росатома», здесь, как и прежде, будут готовить кадры для атомной отрасли

## Деятельность и структура
Техническая академия Росатома ориентируется на оказание услуг по дополнительному образованию для специалистов технической сферы. Основными направлениями деятельности Технической академии являются обучение и подготовка персонала, оказание консультационных и организационных услуг, проведение экспертизы.
В структуру Технической академии Росатома входят:
- ЦИПК — обучение отраслевых организаций;
- ИГЯБ — обучение отраслевых организаций по направлению государственная тайна, физическая защита и антитеррор;
- Ресурсно-кадровый центр — комплектование и подготовка эксплуатационного персонала АЭС
- Международный центр подготовки персонала — подготовка персонала ядерной инфраструктуры и персонала новых бизнесов.

В управление Технической академии планируется передать три учебных центра: Ленинградской, Нововоронежской и Смоленской АЭС . На Смоленской АЭС, где действуют блоки РМБК, наработан опыт подготовки зарубежных специалистов ремонтного профиля. На Нововоронежской площадке будет задействована сама АЭС с ее набором ВВЭР разных поколений. Это позволяет проводить обучение безопасной эксплуатации блоков, вести подготовку ремонтного и пусконаладочного персонала. Преимущество площадки ЛАЭС — это наличие традиционных блоков РМБК и новейших ВВЭР-1200, на примере которых может осваиваться широкий спектр задач от ремонта до эксплуатации новейших систем.

## Руководство
- 1967—1971 годы — А. Д. Руденко
- 1971—1979 годы — д.т.н. И. И. Малашинин
- 1979—2002 годы — д.т.н. Ю. П. Руднев
- 2002—2006 годы — д.т.н. С. Т. Лескин
- 2006 — н/вр. — к.э.н. Ю. Н. Селезнёв

## Филиалы
- Московский филиал (город Москва);
- Санкт-Петербургский филиал (город Санкт-Петербург);
- Уральский филиал (город Екатеринбург);
- Ленинградский филиал (город Сосновый Бор, Ленинградской области, присоединение с 2018 года);
- Нововоронежский филиал (город Нововоронеж, Воронежской области, присоединение с 2019 года);
- Смоленский филиал (город Десногорск, Смоленской области, присоединение с 2019 года).